# Fred Fredericks
Harold "Fred" Fredericks, Jr., född 9 augusti 1929 i Atlantic City, New Jersey, död 10 mars 2015, var en amerikansk serieskapare. 
Bland de serier han jobbat med märks bland andra serietidningsversionen av humorserierna Lisa och Sluggo och Tjalle Tvärvigg. Mest känd är han dock för serien Mandrake, skapad av Lee Falk. Han tecknade serien från 1965, och efter Falks död 1999 skrev han även dess manus.
Under åren 1994 till 2000 tuschade han dessutom söndagssidorna av Lee Falks andra serie Fantomen. Skissade gjorde George Olesen.